# Fraunhofer-Institut für Hochfrequenzphysik und Radartechnik
Das Fraunhofer-Institut für Hochfrequenzphysik und Radartechnik FHR ist eine Einrichtung der Fraunhofer-Gesellschaft zur Förderung der angewandten Forschung e. V. Das Institut hat seinen Hauptsitz in Wachtberg bei Bonn, seine Aktivitäten sind der angewandten Forschung im Bereich Sicherheits- und Verteidigungsforschung zuzuordnen.

## Geschichte
Mit der Aufgabe ein Radarforschungsinstitut zu gründen, wurde im Jahr 1955 die „Gesellschaft zur Förderung der astrophysikalischen Forschung e. V.“ in das Vereinsregister eingetragen. Am 1. Januar 1957 wurde das Forschungsinstitut für Hochfrequenzphysik (FHP), dem Vorläufer des Fraunhofer FHR gegründet. Zu Beginn war das FHP in einem Hotel in Remagen-Rolandseck untergebracht, erst 1963 zog das Institut nach Wachtberg.
Die Hauptaufgabe war zunächst ein Radar-Teleskop zur Beobachtung des Weltraums zu realisieren mit dem aufsteigende Interkontinentalraketen erkannt und analysiert werden sollten. Im Jahr 1965 wurde mit dem Bau der Großradaranlage begonnen. Im Jahr 1970 erfolgten die Inbetriebnahme und erste Experimente. Die erste Satellitenvermessung konnte 1973 durchgeführt werden.
Im Jahr 1975 wurde die Gesellschaft in „Forschungsgesellschaft für Angewandte Naturwissenschaften e. V.“ (FGAN) umbenannt. Im Rahmen einer Umstrukturierung innerhalb der FGAN wurde aus dem FHP am 1. April 1999 das Forschungsinstitut für Hochfrequenzphysik und Radartechnik (FHR). Am 17. August 2009 wurde die gesamte FGAN in die Fraunhofer-Gesellschaft eingegliedert und das FHR wurde zum Fraunhofer-Institut für Hochfrequenzphysik und Radartechnik FHR.

## Forschung und Entwicklung
Seit ihrer Errichtung Ende der sechziger Jahre ist die Großradaranlage TIRA (Tracking and Imaging RAdar) einzigartig in Europa. Die besonderen Fähigkeiten des Experimentalsystems werden nicht nur in Deutschland genutzt: Raumfahrtagenturen aus der ganzen Welt fordern die Unterstützung durch TIRA an (z. B. bei Satellitenstarts oder beim Wiedereintritt von großen Satelliten).
Auf dem Gebiet der Luftraumaufklärung ist das FHR auch technologischer Vorreiter. Schon im Jahr 1983 betrieb das Institut das europaweit erste Radar mit elektronisch gesteuerter Gruppenantenne (ELRA) mit 48 digitalisierten Empfangskanälen in Echtzeit. Abbildende flugzeuggetragene Radarsysteme wurden ebenfalls in Europa zum ersten Mal beim FHR entwickelt. 1994 wurde mit AER (Airborne Experimental Radar) das erste europäische Mehrkanal SAR/MTI  erfolgreich erprobt. 2002 folgte das bildgebende Radarsystem PAMIR und 2009 das Miniatur-SAR SUMATRA für UAVs.
Mit ihren Forschungsaktivitäten schaffen die Wissenschaftler am Fraunhofer FHR die Voraussetzung für die Entwicklung moderner und innovativer Radarsensoren und Antennen, wobei dem Dual-Use-Aspekt große Bedeutung beigemessen wird. In sechs Geschäftsfeldern setzen die Wissenschaftler die Forschungsaktivitäten des Fraunhofer FHR in kundenspezifische Anwendungslösungen um:
1. Verteidigung
2. Weltraum
3. Verkehr
4. Umwelt
5. Sicherheit
6. Produktion

## Infrastruktur
Im Institut arbeiten rund 300 Mitarbeiter (Wissenschaftler, Doktoranden, Hilfskräfte) der Fachrichtungen Informatik, Mathematik, Naturwissenschaft und Ingenieurwissenschaft sowie Techniker und Verwaltungsangestellte. Der Anteil an Frauen liegt bei ca. 20 %.
Im Jahr 2015 betrug das Budget 32,5 Millionen Euro. 17,3 Millionen EUR kommen aus dem Haushalt des Bundesministeriums für Verteidigung (BMVg). Die restlichen 15,2 Millionen Euro sind dem sogenannten Vertragsforschungsanteil (VfA) zuzuordnen, der aus Aufträgen aus der Wirtschaft und Förderprojekten besteht.

## Kooperationen
Der von 2003 bis 2016 amtierende Institutsleiter Joachim Ender hat seit 2011 die Professur für „Hochfrequenzsensoren und Radarverfahren“ an der Universität Siegen inne. Zudem bestehen Kooperationsverträge mit gemeinsamen Forschungsgruppen an der RWTH Aachen, der Ruhr-Universität Bochum sowie an der Fachhochschule Koblenz – Rhein-Ahr-Campus Remagen.
Seit August 2016 wird das Institut gemeinsam von Peter Knott und Dirk Heberling geleitet. Knott war zuvor wissenschaftlicher Abteilungsleiter am Institut, während Heberling an der RWTH Aachen eine Professur für Hochfrequenztechnik innehat.
An den Universitäten und Hochschulen der Umgebung halten Mitarbeiter des FHR Vorlesungen, Diplomanden und Doktoranden werden am Institut ausgebildet. Das Institut ist Mitglied in folgenden Fraunhofer-Verbünden:
- Fraunhofer-Verbund Verteidigungs- und Sicherheitsforschung VVS
- Fraunhofer-Verbund Mikroelektronik VµE
- Fraunhofer-Allianz Vision

## Konferenzen und Veranstaltungen
Im Jahr 1996 wurde die weltweit bedeutendste SAR-Konferenz EUSAR gegründet. Gemeinsam mit dem DLR und EADS veranstaltet das FHR seitdem die Konferenz im zweijährigen Rhythmus.